# 爆紅影片
爆紅影片，又稱病毒視頻（英語：viral video），通常指以病毒式传播且廣受歡迎的影片。主要通过YouTube、TikTok以及Instagram等网络平台进行传播。要使一段视频具有可分享性或传播性，其内容必须聚焦于那些促进新兴平台兴起并推动其普及的社会逻辑与文化实践。
爆红影片的内容题材并非千篇一律。有的偏向严肃，有的偏向感人，但更多视频以娱乐和喜剧为核心。早期的爆红影片有孤岛组合的《慵懒星期天》和《盒中棒》，YouTube平台上的网络迷因Numa Numa相关的视频、朱古力雨等。一些目击者拍摄的真实事件记录视频如克鲁格战役同样也有可能引爆网络。
這些影片因其引人入勝、獨特或搞笑的內容而引起廣泛注意，經由平台演算法的推播機制快速傳播，迅速在網路社群中走紅。在智慧型手機普及的今天，任何人都能輕鬆使用手機開始創作短片，展現個人創意並與全世界分享。這些短影音因其內容吸引人的特質，如創意、搞笑或獨特的呈現方式，在資訊快速流通的時代中迅速吸引眾人目光。觀眾與短片之間的共鳴是網路爆紅的關鍵，每天都有大量引人入勝、充滿創意的短片被發出來並被傳播，成為社交媒體上熱門話題，並會有許多用戶模仿且激發出更多創意。

## 历史
在互联网出现前，人们就已经开始分享视频了。不同于今时今日的YouTube等流媒体平台，互联网时代之前的人们分享视频更多是通过口口相传、电影节、VHS录像带。早期有的有线电视节目甚至会使用爆红视频来填补节目空档。从目前的资料来看，最早的爆红视频或许是一部1936年的教育电影《大麻狂热》，其曾以多个不同的名字流传。20世纪70年代，NORML的创始人基思·斯特鲁普重新发现了这部电影并在大学电影节上分享了该电影的拷贝。制作并发行了该电影拷贝的新線影業因此大获成功，由此开始了制作自己的电影。最具有争议的热门影片可能是1970年11月俄勒冈州波特兰的一则新闻片段，片段记录了使用炸弹处理一头搁浅鲸鱼尸体的过程。该片的内容包括因禁区范围不够大而导致从天而降的血雾以及尸块所构成的骇人场面。这个鲸鱼爆炸事件的故事在美国西北地区成为了都市传说，并在1990年戴夫·巴里写了一篇关于此事的幽默专栏后引发了新的关注。大约在1994年，相关的视频片段开始通过BBS传播。
20世纪90年代初，爆红影片开始以GIF动画为媒介进行传播。这些动画体积小巧，足以通过拨号上网上传至网站，或者一电子邮件附件的形式发送。爆红影片还会在留言板、P2P文件分享网站进行传播，甚至获得了电视上的主流新闻网络的报道。互联网早期的爆红影片中比较著名的是《圣诞精神》以及《跳舞宝宝》。《圣诞精神》于1995年出现，后通过VHS录像带、互联网上的盗版副本以及PlayStation游戏泰格·伍兹99的光盘中的AVI文件进行传播，最终导致该游戏光盘被召回。《圣诞精神》的流行引起了喜劇中心的注意，随后该电视台以此为蓝本创造了电视剧南方公园。《跳舞宝宝》则是用于3ds max的插件角色工作室（英語：Character Studio）的开发者于1996年制作的一段3D渲染动画视频，旨在展示该软件的功能。它出现在全球性的商业广告、关于插件角色工作室的评论文章以及热门电视剧《艾莉的異想世界》中，由此成为20世纪90年代中后期的文化符号之一。《跳舞宝宝》的初次传播可能源于动画制作人罗恩·卢西尔（英語：Ron Lussier），他完善了原始动画后开始在其工作单位卢卡斯艺术内部传播这个动画。
Youtube出现以前，互联网上的热门影片的传播主要通过专门托管幽默内容的网站（如Newgrounds或者YTMND）。同时，诸如eBaum's World和嚇人玩意之类的留言板也起到了重要。一些创作者也会将自己的作品托管到自己的网站上。其中最出名的网站或许是火柴人，该网站建立于2001年，至今仍在运营。进入2000年代中期后，越来越多的社交媒体，如Facebook，Twitter为用户提供了分享视频的选项，从而加速了爆红影片的传播。近年来，Youtube等视频分享网站上的爆红影片数量大幅度增加，部分原因是价格实惠的数码相机日益普及，也有部分原因是自2015年12月起Youtube推出了“热门”标签页。该功能采用基于评论数、观看次数、外部引用甚至地理位置等信息的算法。据报道，该功能并不依赖于观看历史记录来提供相关内容。
如今的爆红影片往往来源于TikTok（前musical.ly）以及Instagram，其中TikTok以竖屏的形式提供短视频。这些视频中许多都旨在幽默高校或者聚焦于音乐节奏。TikTok引发了巨大的网络热潮，从而催生了大量的爆红视频。